# جبل موزتاجات

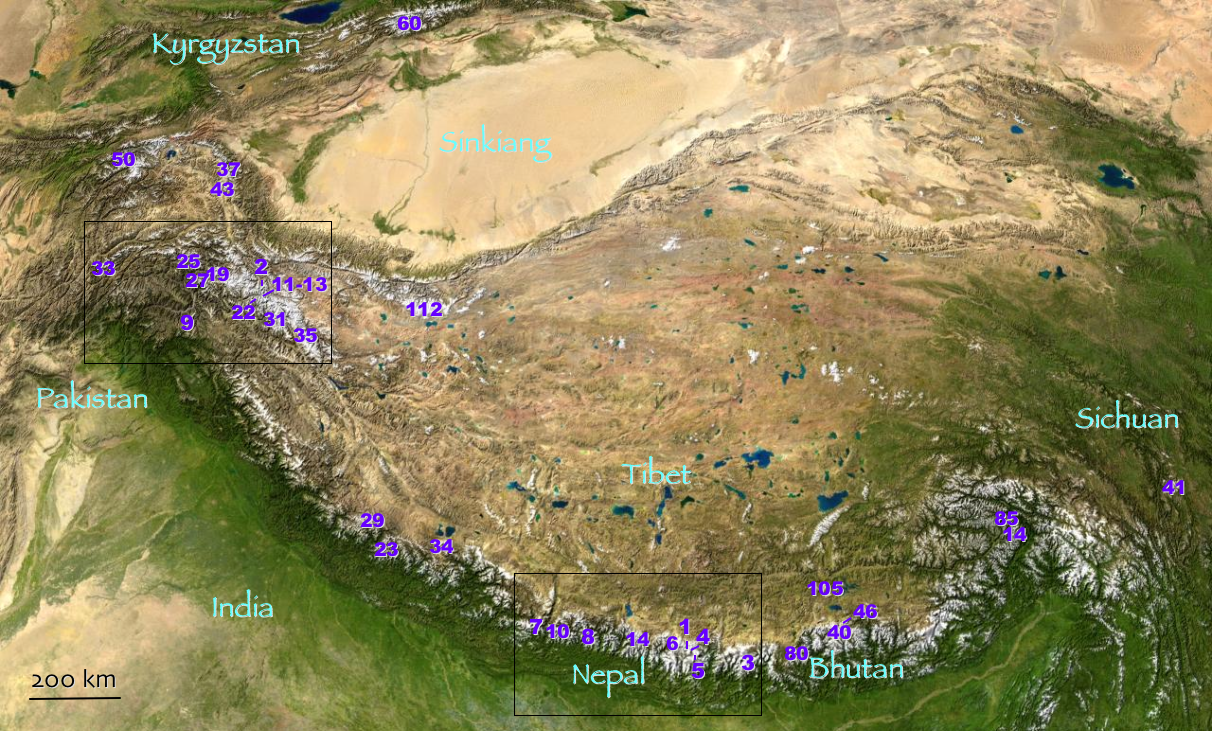
موزتاجات هو رقم 43 (المنطقة العلوية اليسرى) على خريطة الموقع هذه من قائمة أعلى الجبال

جبل موزتاجات أو موزتاغ أتا (الأويغور: مۇز تاغ ئاتا، حرفيا «أب الجبل الجبلي»؛ الصينية: 慕士塔格 峰 بينيين المعروف سابقا باسم جبل تغارما أو تغالما وواي تاغ)، هي ثاني أعلى (7509 مترًا) من الجبال التي تشكل الحافة الشمالية لهضبة التبت (ليست ثاني أعلى جبال هضبة التبت). يُنظر إليها أحيانًا على أنها جزء من جبال كونلون، على الرغم من أنها مرتبطة ارتباطًا وثيقًا بالبامير. كما أنها واحدة من أسهل القمم التي يبلغ ارتفاعها 7000 مترًا في العالم للتسلق، بسبب منحدرها الغربي اللطيف والطقس الأكثر جفافًا نسبيًا في شينجيانغ، على الرغم من أن فترة التأقلم الكاملة والظروف المادية القوية جدًا أمران حاسمان للنجاح.

## الموقع
يقع جنوب كانقورتا، أعلى قمة في هذا النطاق المعزول إلى حد ما والذي يتم فصله عن السلسلة الرئيسية للكونلون بجوار وادي نهر ياركاند الكبير، وبالتالي يتم تضمينه بشكل عام في «البامير الشرقية». ولا تقع إلى الشمال والشرق من هذه المجموعة الأراضي المنخفضة لحوض تاريم وصحراء تاكلاماكان. يمر طريق كاراكورام السريع قريبًا جدًا من القمم وكذلك بحيرة كاراكول، التي يمكن مشاهدة الجبل منها بسهولة. أقرب مدينة إلى الجبل هي تاشكورغان، وهي المدينة الواقعة في أقصى غرب الصين، وهي قريبة جدًا من الحدود مع باكستان.

## التاريخ
وفقا لمايكل ويتزل، «يذكر الفغفيدا جبل موجفانت (» وجود مووجا «)، حيث تأتي أفضل سوما. تم العثور على قبيلة مووزا أيضًا في أفيستا في منطقة شرقية لها أسماء تشبه الفيدية. يبدو أن اسم البقاء على قيد الحياة للإعجاب 7549 مترا من جبل مازاتا في القيرغستانية وساركولي (ساكا) يهبط من شينجيانغ الغربي».
والسويدي المستكشف والجغرافي سفين هيدين جعلا المحاولة الأولى التي تسجل لتسلق جبل موزتاغ، في عام 1894. وأيضا جرت محاولات إضافية في عام 1900 و 1904 و 1947، كان آخرها فريق إريك شيبتون وبيل تيلمان الذين اقتربوا جدًا من القمة ولكنهم عادوا بسبب الثلج البارد والعميق.
كان أول صعود للقمة في عام 1956 من قبل مجموعة كبيرة من المتسلقين الصينيين والسوفيات (بما في ذلك ليو ليانمان وشو جينغ) بقيادة إء أبلاستكي، عبر التلال الغربية، والتي تعد الآن الطريق القياسي.
منذ الصعود الأول، تم تحقيق العديد من الصعود في موزتاغ أتا. في عام 1980، قامت حفلة بقيادة نيد جيليت بصعود / نزول التزلج على الطريق القياسي، أول صعود للتزلج على جبل فوق 7,500 متر (24,600 قدم). صعدت سلسلة التلال الجنوبية الشرقية الأصعب بكثير في عام 200 وتم تسلق مسار ثانوي في الجانب الغربي من الجبل لأول مرة في صيف عام 2005. 2011 تسلق المتسلق السويدي إنالي وستير في القمة بين عشية وضحاها بعد تسلق الجبل بمفرده وأسلوب جبال الألب.

## روابط خارجية
- موزتاجات على Summitpost.org (الكثير من المعلومات)
- معلومات موزتاجات
- معلومات موزتاجات
- موزتاغ أتا في قيرغيزستان